# Renfe série 9300
La série 9300 est une série d'autorails à moteur Diesel circulant sur les réseaux des chemins de fer espagnols à partir de 1936.
Une première commande de douze engins proches des ABJ 2 de Renault est honorée auprès de réseaux privés espagnols entre 1936 et 1940. Une commande complémentaire, d'un type dérivé des ABJ 4, est passée par la Renfe ; les vingt autorails concernés sont livrés entre 1949 et 1956. Après avoir assuré des services sur les grandes lignes, les autorails sont peu à peu supplantés par des matériels plus modernes. Ils sont réaffectés à des liaisons régionales jusqu'à la radiation des derniers exemplaires en 1976.

## Historique
Les réseaux tunisiens et espagnols sont les premiers clients étrangers de Renault pour l'achat d'autorails du type ABJ.
Les premiers exemplaires destinés à l'Espagne sont du type ABJ 2 ; ils sont fabriqués par Renault à Billancourt. Il s'agit des WMD 401 et 402 livrés en août 1935 à la Compañía de los Caminos de Hierro del Norte de España (Norte) et des WM 226 et 227 réceptionnés au deuxième trimestre 1936 par la Compañía de los ferrocarriles de Madrid a Zaragoza y Alicante (MZA).
En 1936, la Compañía Nacional de Automotores (organisme créé en 1934 pour financer l'achat d'autorails) commande huit autres unités sur le même type. Ils sont construits sous licence en Espagne en 1937-1940. Ce sont les WMD 403-406 pour le Norte et les WM 228-231 pour le MZA.
Lors de sa création en 1941, la Renfe réunit les anciennes compagnies au sein d'un réseau unique. Elle applique un plan de renumérotation à son matériel, dont les ABJ, qui sont ventilés dans deux séries différentes, 9200 et 9300, selon la puissance de leur moteur. Le 1er janvier 1952, ces douze autorails sont renumérotés dans la série 9301-9312 par la Renfe qui. 
Après la Seconde Guerre mondiale, la Renfe passe commande à Renault d'une seconde sous-série d'autorails, voisins des premiers et immatriculés à leur suite dans la série 9300. Le type ABJ 7 est proche des ABJ 4 de la SNCF, mais il est adapté à la voie large espagnole. Vingt exemplaires sortent de l'usine Renault de Choisy-le-Roi, à raison de dix entre juillet et octobre 1949 (9313-9322) puis dix autres de mai à août 1956 (9323-9332). Le 2 août 1956, le 9332 est d'ailleurs le dernier ABJ produit par Renault.

## Description

### Caractéristiques techniques
Les 9300 de la Renfe sont parfois surnommés, dans le langage ferroviaire espagnol,  « abejotes » ou « abejotas » (petites abeilles), en raison des trois lettres du sigle ABJ.
Les premiers engins livrés possèdent un moteur Renault 513 d'une puissance de 195 kW mais les ABJ 7 sont équipés d'un moteur Renault 517 d'une puissance de 221 kW (300 ch) ; tous bénéficient à terme du moteur 517. Les premiers possèdent une dispositif de tamponnement allégé avec un unique tampon central, par la suite remplacé par un équipement standard à deux tampons que les engins de la seconde sous-série possèdent de construction. La principale différence visible entre les deux sous-séries réside dans l'emplacement des radiateurs de refroidissement. Installés sur les faces frontales et fonctionnant de manière statique pour la première sous-série, ils sont reportés en toiture sur la seconde et traversés par le flux d'air généré par un ventilateur.
Bien que les 9300 puissent rouler à 120 km/h, la Renfe limite leur vitesse en service à 107 km/h.

Les deux types d'ABJ ayant servi de base aux autorails de la Renfe.
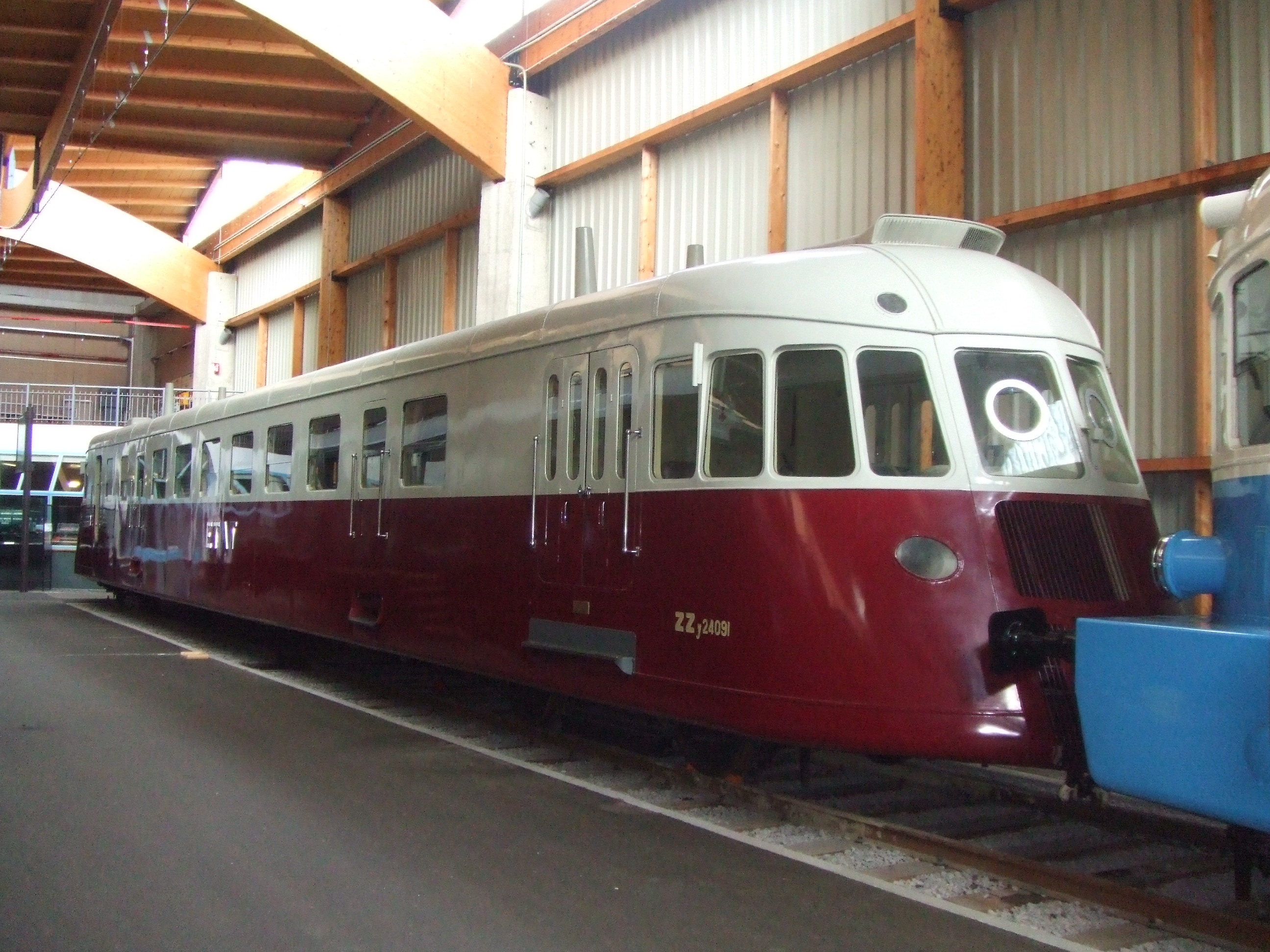
Type ABJ 2.
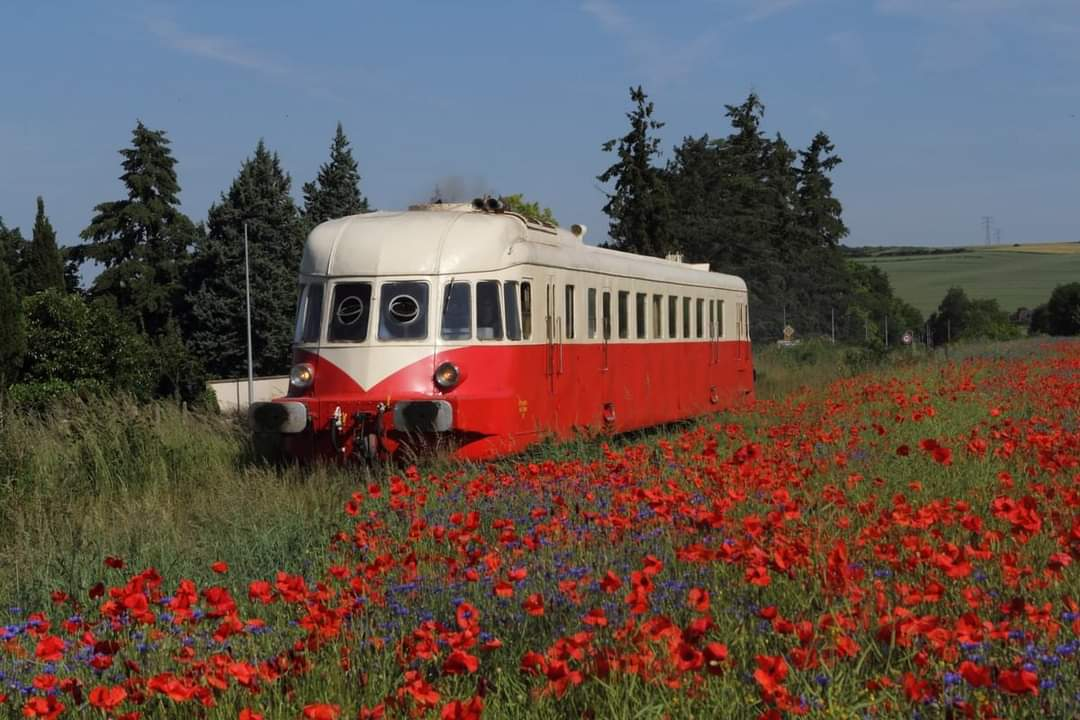
Type ABJ 4.

### Aménagements et livrées
Les aménagements des autorails livrés entre 1936 et 1940 diffèrent selon le réseau destinataire. Les engins livrés au Norte accueillent 71 personnes dont 20 en 1re classe alors que les autorails du MZA sont aménagés en classe unique pour 68 passagers. En outre, le pupitre de conduite est disposé à gauche pour le Norte et à droite pour le MZA.
Les autorails livrés de 1949 à 1956 sont tous aménagés pour 70 passagers en 2e classe.
Pour les ABJ 2 (première sous-série), le chauffage du compartiment voyeurs est assuré par les gaz d'échappement circulant dans des tubes insérés dans la paroi de la caisse alors que sur les ABJ 7 et pour éviter les risques d'incendie ou d'asphyxie,, le chauffage s'effectue au moyen de radiateurs électriques.
Si les premiers autorails sont mis en service avec une livrée rouge et blanche à liseré gris foncé, la livrée standard des autorails de le Renfe, gris argenté à bandeau vert foncé s'impose peu à peu.

## Carrière et services
Les premiers autorails du Norte sont affectés, après essais, à la liaison entre Madrid et Medina del Campo et Zamora. Les engins du MZA assurent la ligne Madrid — Saragosse. La livraison, en 1940, de l'ensemble des unités de la première sous-série permet d'étoffer les services vers La Corogne et Vigo. La mise en service progressive de la série 595 (TAF), à partir de 1952, les relègue à des liaisons autour de Saragosse.
Les dix premiers autorails de la seconde sous-série (ABJ 7) desservent Badajoz et Albacete depuis Madrid ; ils assurent également des liaisons régionales en Andalousie. Les dix suivants s'adjugent les parcours Madrid — Cáceres et Grenade — Murcie — Valence. Comme pour la première sous-série, l'arrivée des TAF réduit leur périmètre d'intervention à des liaisons régionales remaniées à de nombreuses reprises et s'accompagnant de mutations d'un dépôt à l'autre.  En fin de carrière, certains assurent même des navettes de service pour le personnel de la Renfe à Saragosse et à Tarragone.
En 1976 le dépôt de Saragosse n'abrite plus qu'une vingtaine de ces autorails et la radiation complète de la série des 9300 intervient le 31 juillet alors que les plus jeunes de ces engins n'ont que vingt ans.

## Autorails préservés
Le 9304, de la première sous-série, n'a pas été ferraillé. Deux autorails de la seconde sous-série sont dans un premier temps conservés, mais l'un d'eux est détruit dans un incendie en 1997.